# 卵叶扭柄花
卵叶扭柄花（学名：Streptopus ovalis）是天门冬科扭柄花属的植物。分布在朝鲜以及中国大陆的辽宁等地，生长于海拔50米至1,000米的地区，见于林下，目前尚未由人工引种栽培。

## 异名
- Disporum ovale Ohwi